# 718 Erida
718 Erida eller 1911 MS är en asteroid i huvudbältet, som upptäcktes den 29 september 1911 av den österrikiske astronomen Johann Palisa. Den har fått sitt namne efter Erida Leuschner, dotter till astronomen Armin Otto Leuschner.
Asteroiden har en diameter på ungefär 70 kilometer.